# Route nationale 558
Die N558 war von 1933 bis 1973 eine französische Nationalstraße, die zwischen Le Cannet-des-Maures und Cogolin verlief. Ihre Länge betrug 31 Kilometer.